# Platythyrea zodion
Platythyrea zodion är en myrart som beskrevs av Brown 1975. Platythyrea zodion ingår i släktet Platythyrea och familjen myror. Inga underarter finns listade i Catalogue of Life.

## Bildgalleri

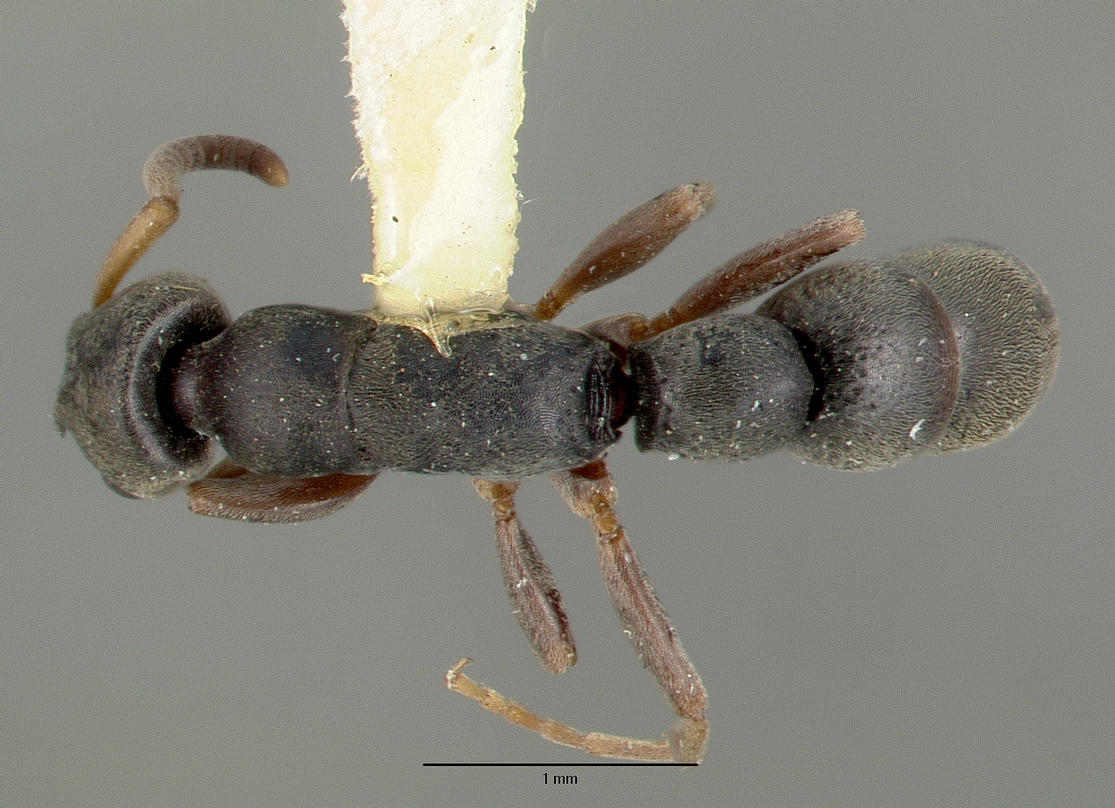
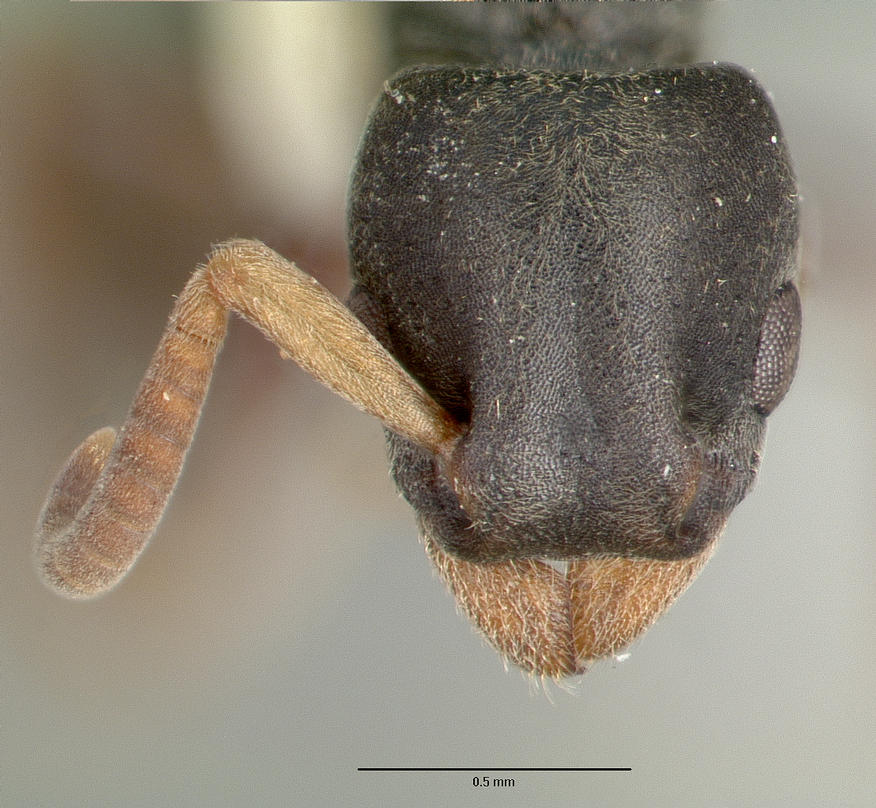
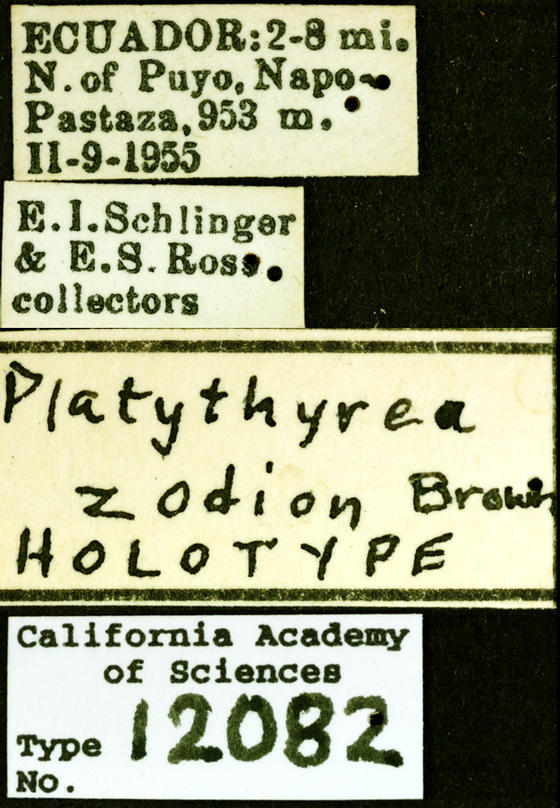
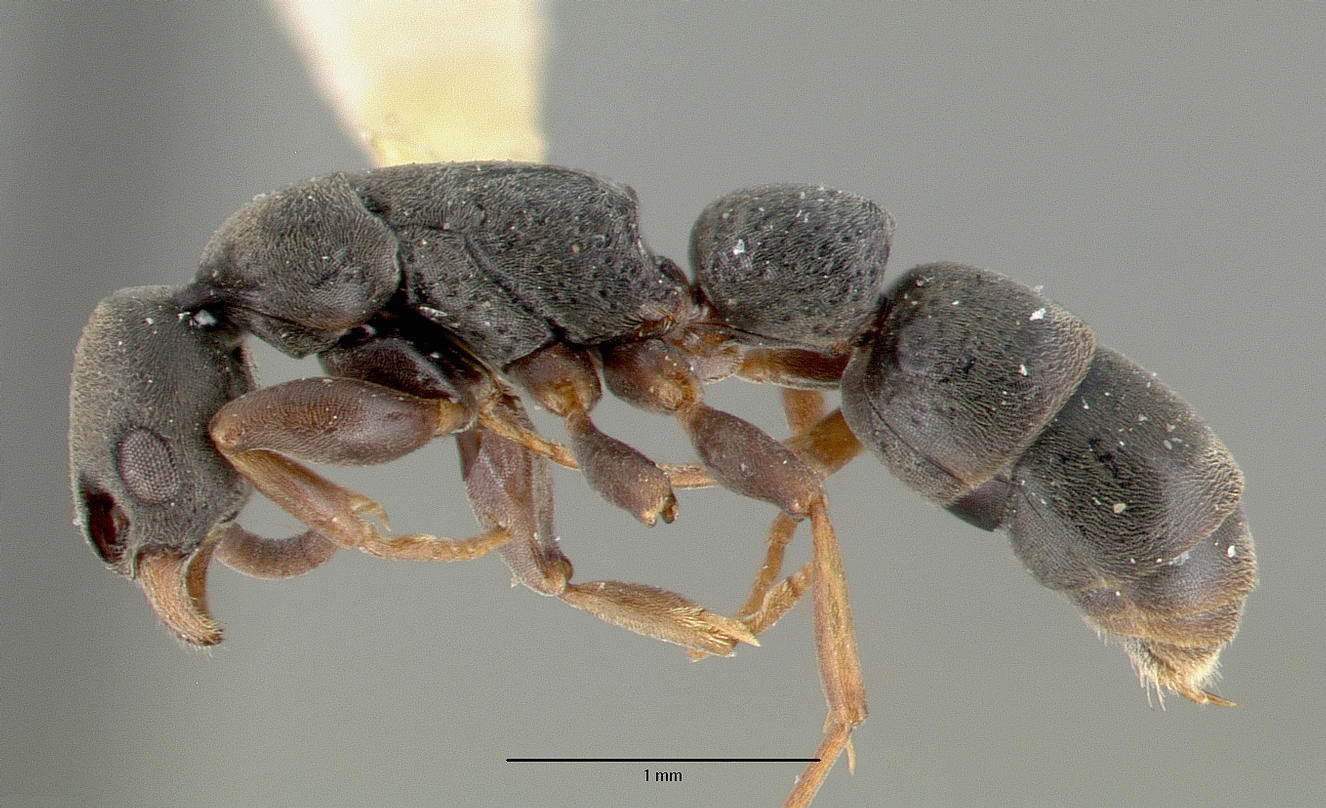